# Fernando Filograna
Fernando Tarcisio Filograna (Lequile, 26 settembre 1952) è un vescovo cattolico italiano, dal 16 luglio 2013 4º vescovo di Nardò-Gallipoli.

## Biografia
Nasce a Lequile, in provincia ed arcidiocesi di Lecce, il 26 settembre 1952 da Vito, un falegname chiamato nel paese mesciu Vitucciu (deceduto il 18 settembre 1997) e Maria Renata Scardino (deceduta il 4 aprile 2022).

### Formazione e ministero sacerdotale
Frequenta la scuola materna ed elementare dalle Suore d'Ivrea dell'Istituto "Andrioli" di Lequile. Si dimostra sin dall'inizio uno studente brillante tanto che il direttore della scuola gli dà una borsa di studio per i tre anni della scuola media inferiore pubblica; decide però di non frequentare la scuola statale ed entra in seminario, non usufruendo della lauta borsa di studio. Dopo le scuole medie e gli studi ginnasiali presso il seminario di Lecce, consegue la licenza classica a Taranto presso l'allora seminario regionale di Poggio Galeso.
Completa a Roma, presso la Pontificia Università Lateranense, i corsi filosofici e teologici; consegue successivamente la licenza in teologia presso la Pontificia Università Gregoriana.

Mons. Filograna riceve il ministero dell'accolitato da papa Paolo VI (1975).

Viene istituito accolito nel 1975 da papa Paolo VI, nella basilica di San Pietro in Vaticano..
Il 29 giugno 1977 è ordinato presbitero dal vescovo di Lecce Francesco Minerva (poi arcivescovo).
È educatore nel Pontificio Seminario Romano Maggiore ed insegnante presso l'Istituto superiore di scienze religiose di Lecce.
Numerosi sono gli incarichi che riceve dai pastori dell'arcidiocesi di Lecce:
- padre spirituale del seminario minore di Lecce;
- notaio del tribunale ecclesiastico diocesano;
- vice cancelliere della curia;
- rettore del seminario minore di Lecce;
- vicario episcopale per il clero e il diaconato permanente;
- membro del consiglio presbiterale e del collegio dei consultori;
- direttore del centro diocesano vocazioni;
- canonico della cattedrale;
- parroco della parrocchia di Maria Santissima Assunta di Trepuzzi e parroco della parrocchia di San Giovanni Maria Vianney a Lecce;
- Professore di Teologia fondamentale presso l'istituto Superiore di Scienze Religiose di Lecce;
- vicario episcopale per il clero, la vita consacrata e la pastorale;
- membro della commissione per il clero e la vita consacrata della Conferenza episcopale pugliese;
- postulatore per la causa di beatificazione del servo di Dio Ugo de Blasi;
- pro-vicario generale e vicario generale dell'arcidiocesi di Lecce.

### Ministero episcopale

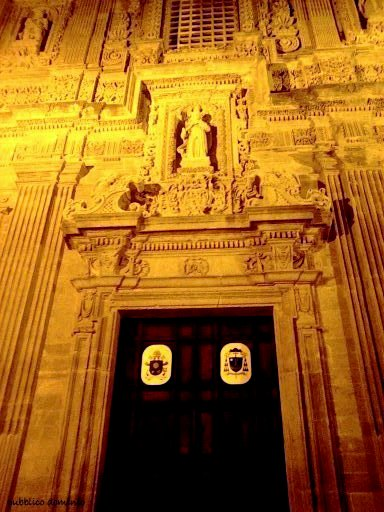
Portale della basilica concattedrale di Sant'Agata a Gallipoli (a destra lo stemma di Fernando Filograna)

Il 16 luglio 2013 papa Francesco lo nomina vescovo di Nardò-Gallipoli; succede a Domenico Caliandro, precedentemente nominato arcivescovo di Brindisi-Ostuni. Il 14 settembre successivo riceve l'ordinazione episcopale, sul sagrato del duomo di Lecce, per l'imposizione delle mani dell'arcivescovo Domenico Umberto D'Ambrosio, co-consacranti gli arcivescovi Adriano Bernardini e Donato Negro. Partecipano al rito anche i cardinali Fernando Filoni, prefetto della Congregazione per l'evangelizzazione dei popoli, e Salvatore De Giorgi, arcivescovo emerito di Palermo. Il 28 settembre prende possesso della diocesi.
Nell'esercizio del suo ministero si mostra attento alle tematiche sociali legate alla crisi economica, alla legalità e alla pace, con particolare riferimento alla guerra civile siriana. Nel settembre 2014 promulga mediante bolla episcopale il primo statuto effettivo della curia neretino-gallipolina. Istituisce a Casarano la scuola di formazione teologico-pastorale, annessa all'Istituto di scienze religiose, e nel 2015 riapre al culto dopo lunghi restauri la chiesa di Santa Maria degli Angeli e l'episcopio, ambedue a Gallipoli.
Il 16 aprile 2019, durante la messa crismale, indice la visita pastorale, che inizia nel gennaio 2020.
È membro della Conferenza episcopale pugliese, presso cui è delegato per la cooperazione missionaria tra le Chiese, ed è stato membro e segretario della Commissione episcopale per il laicato della Conferenza Episcopale Italiana.
Nel mese di aprile 2024 partecipa alla visita ad limina con i membri della Conferenza episcopale pugliese.

## Genealogia episcopale
La genealogia episcopale è:
- Cardinale Scipione Rebiba
- Cardinale Giulio Antonio Santori
- Cardinale Girolamo Bernerio, O.P.
- Arcivescovo Galeazzo Sanvitale
- Cardinale Ludovico Ludovisi
- Cardinale Luigi Caetani
- Cardinale Ulderico Carpegna
- Cardinale Paluzzo Paluzzi Altieri degli Albertoni
- Papa Benedetto XIII
- Papa Benedetto XIV
- Papa Clemente XIII
- Cardinale Enrico Benedetto Stuart
- Papa Leone XII
- Cardinale Chiarissimo Falconieri Mellini
- Cardinale Camillo Di Pietro
- Cardinale Mieczysław Halka Ledóchowski
- Cardinale Jan Maurycy Paweł Puzyna de Kosielsko
- Arcivescovo Józef Bilczewski
- Arcivescovo Bolesław Twardowski
- Arcivescovo Eugeniusz Baziak
- Papa Giovanni Paolo II
- Arcivescovo Domenico Umberto D'Ambrosio
- Vescovo Fernando Tarcisio Filograna

## Posizioni sociali
Filograna, in un'intervista rilasciata, si è soffermato sul tema della famiglia nella società odierna e sulla funzione che i genitori hanno sui propri figli; egli ha affermato che: «Tra gli ambiti più minacciati dall'ondata dell'edonismo c'è la famiglia: aumentano le infedeltà coniugali, è diventato difficile educare, far crescere i giovani offrendo loro sicurezze per il lavoro, liberandoli dalle tante dipendenze [...] la Chiesa può e deve investire di più sulla famiglia e sulla educazione alla vita buona del Vangelo». Inoltre la società a causa della secolarizzazione si è progressivamente allontanata da Dio e il rapporto chiesa-società diventa sempre meno felice.

## Araldica
| Stemma | Blasonatura |
| ------ | --- |
|        | Al centro dello stemma episcopale è presente il simbolo di Gesù Cristo Risorto, il "Chi Rho", o Chrismon, risultato di una combinazione di lettere dell'alfabeto greco: χ (chi) e ρ (rho), che formano una abbreviazione del nome di Gesù. A sinistra domina una stella argentata che simboleggia la madre, Maria, che guarda sempre ai più deboli e ai poveri. Ai piedi dello stemma sono presenti sette spighe che simboleggiano i sette sacramenti della Chiesa cattolica e l'umiltà di Gesù, il quale si è umiliato per darci forza; tutto questo è su uno sfondo blu, un colore che simboleggia il mare. Il motto scelto è Omnia in bonum (Tutto è per il nostro bene). Sono tre parole che dipingono il Figlio di Dio: è una citazione tratta dalla lettera di San Paolo ai Romani (cfr. Rm 8,28). Queste tre parole racchiudono in sé fede, amore e speranza. |